# Grandrû
Grandrû é uma comuna francesa na região administrativa de Altos da França, no departamento de Oise. Estende-se por uma área de 7,35 km². Em 2010 a comuna tinha 356 habitantes (densidade: 48,4 hab./km²).